# Église Saint-Pierre de Lesterps
Pour les articles homonymes, voir Église Saint-Pierre.
L'église Saint-Pierre est une église catholique située sur la commune de Lesterps, dans le département de la Charente, en France.

## Localisation
L'église et son ancien monastère sont situés au sein du village de Lesterps.

## Historique
Un monastère et sa paroisse sont fondés par Jourdain Ier, seigneur de Chabanais, au Xe siècle. L'église initiale est détruite, en 1040, pour être reconstruite, à la demande de Gautier, le supérieur de la communauté. Il y sera enterré en 1070. À la fin du XIe siècle, les moines adoptent la règle des chanoines réguliers de saint Augustin, une grande bénédiction de l'abbaye a lieu en 1091 pour l'occasion. Le chœur et le transept de l'église sont réservés à la communauté religieuse, le nef à la paroisse.
Le monastère est fermé à la Révolution française, mais l'église sera rouverte à partir de 1803. En 1815, le chœur s'effondre, ce qui endommage les structures de la nef. Une campagne de restauration est lancée entre 1852 et 1885.
L'édifice est classé au titre des monuments historiques en 1862.

## Description

### Le clocher porche
Haut de 43 mètres, il est formé de cinq niveaux dont deux intermédiaires pleins, les trois principaux avec ouvertures latérales, de trois côtés par de hautes baies en plein cintre ouvertes entre deux arcatures aveugles. Il est orné de colonnades sur les deux tiers de sa hauteur. Au rez-de-chaussée, le porche comprend trois travées, voûtées en berceau, les arcs reposant sur des piles quadrilobées. Le deuxième étage comprend une grande salle, dont la fonction initiale est inconnue. Le troisième étage est plus conforme au rez-de-chaussée, dans sa structure. Il est couvert d'une coupole à huit pans.

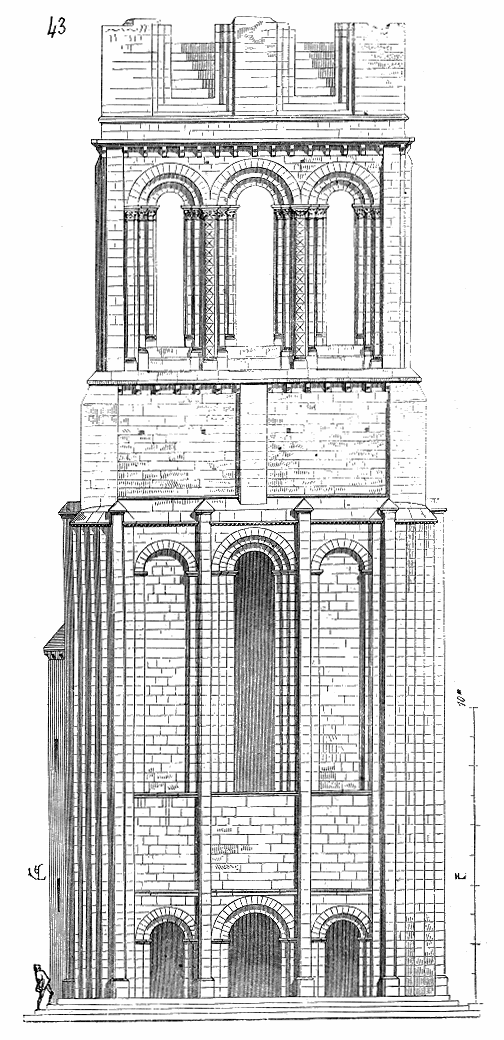
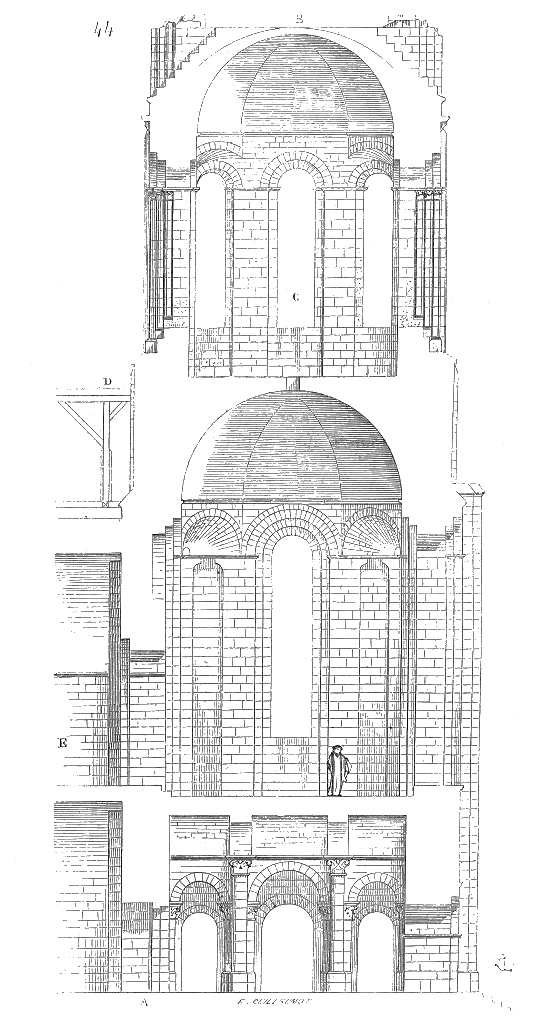
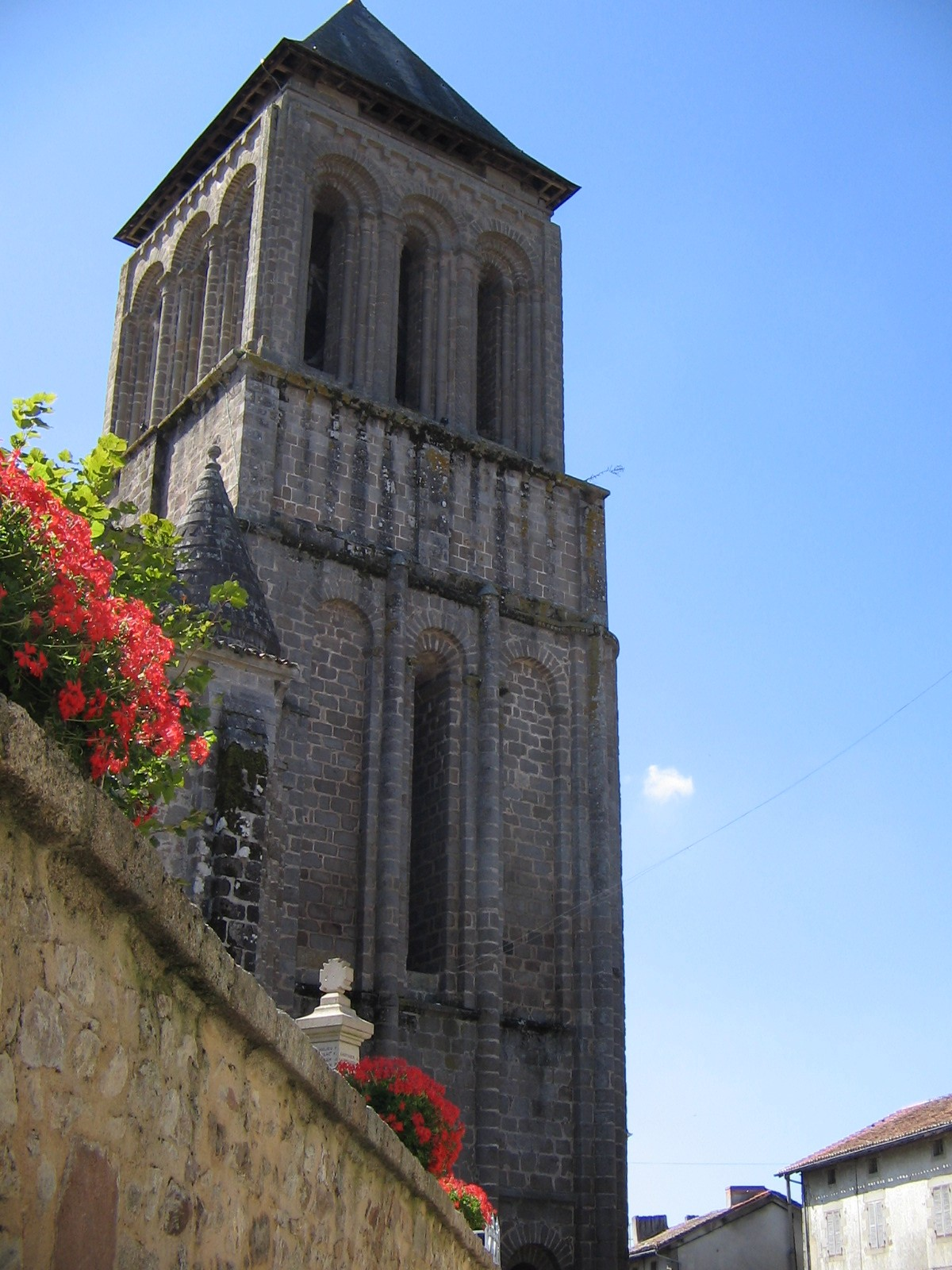
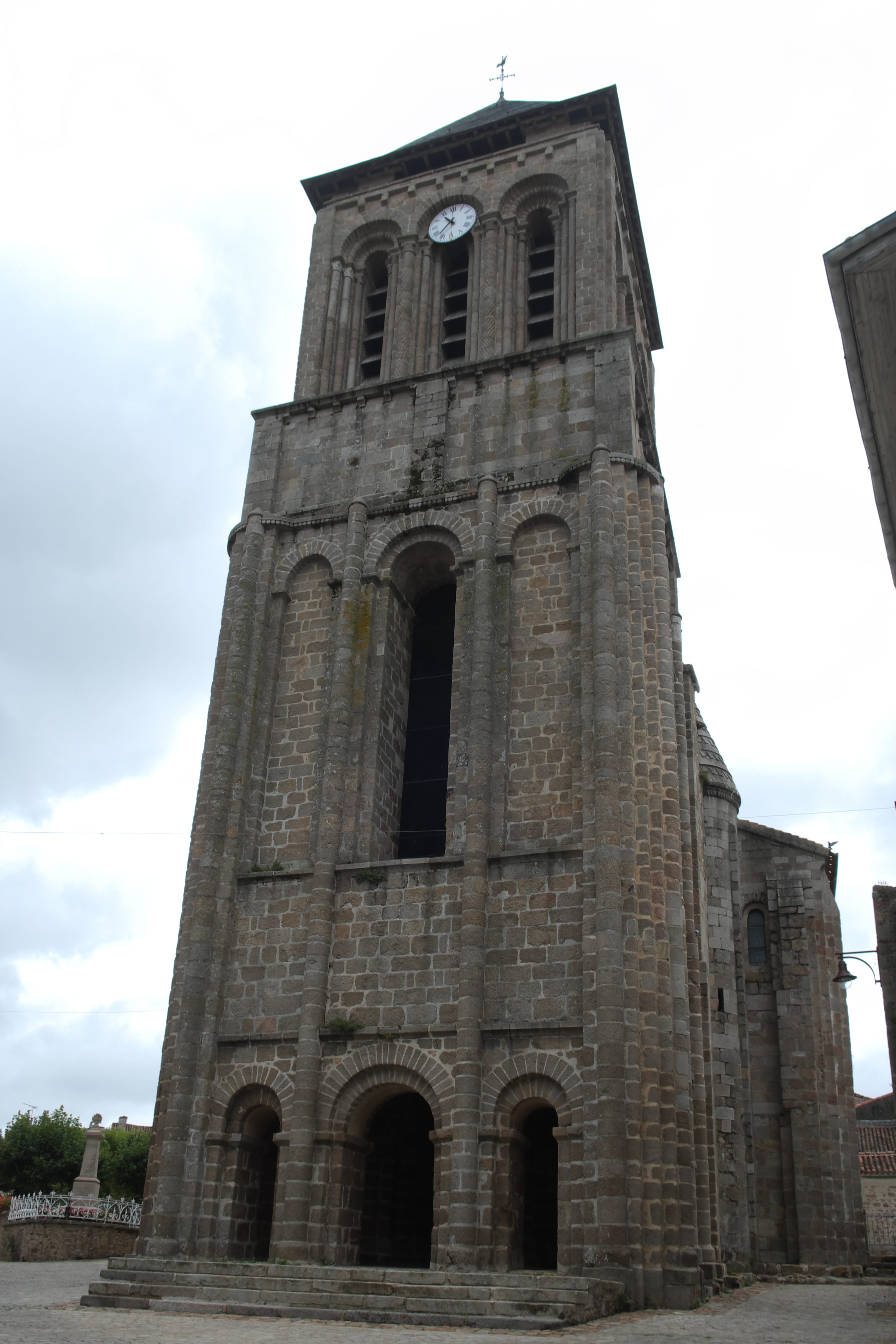

### L'église
La nef comprend trois travées. Elle est aussi haute dans sa partie centrale, que sur les parties latérales. Comme pour le porche du clocher, les travées sont fermées par des voûtes en berceau sur des arcs reposant sur des piles quadrilobées. La nef est ornée de nombreux chapiteaux.

### Les objets protégés
- Statue Vierge de la Pitié, en bois, du XVIIe siècle[4] ;
- Chapiteaux sculptés, provenant de l'ancienne abbatiale[5],[6],[7],[8],[9],[10] ;
- Modillon, en calcaire, de l'ancien chœur de l'abbatiale[11].

## Galerie

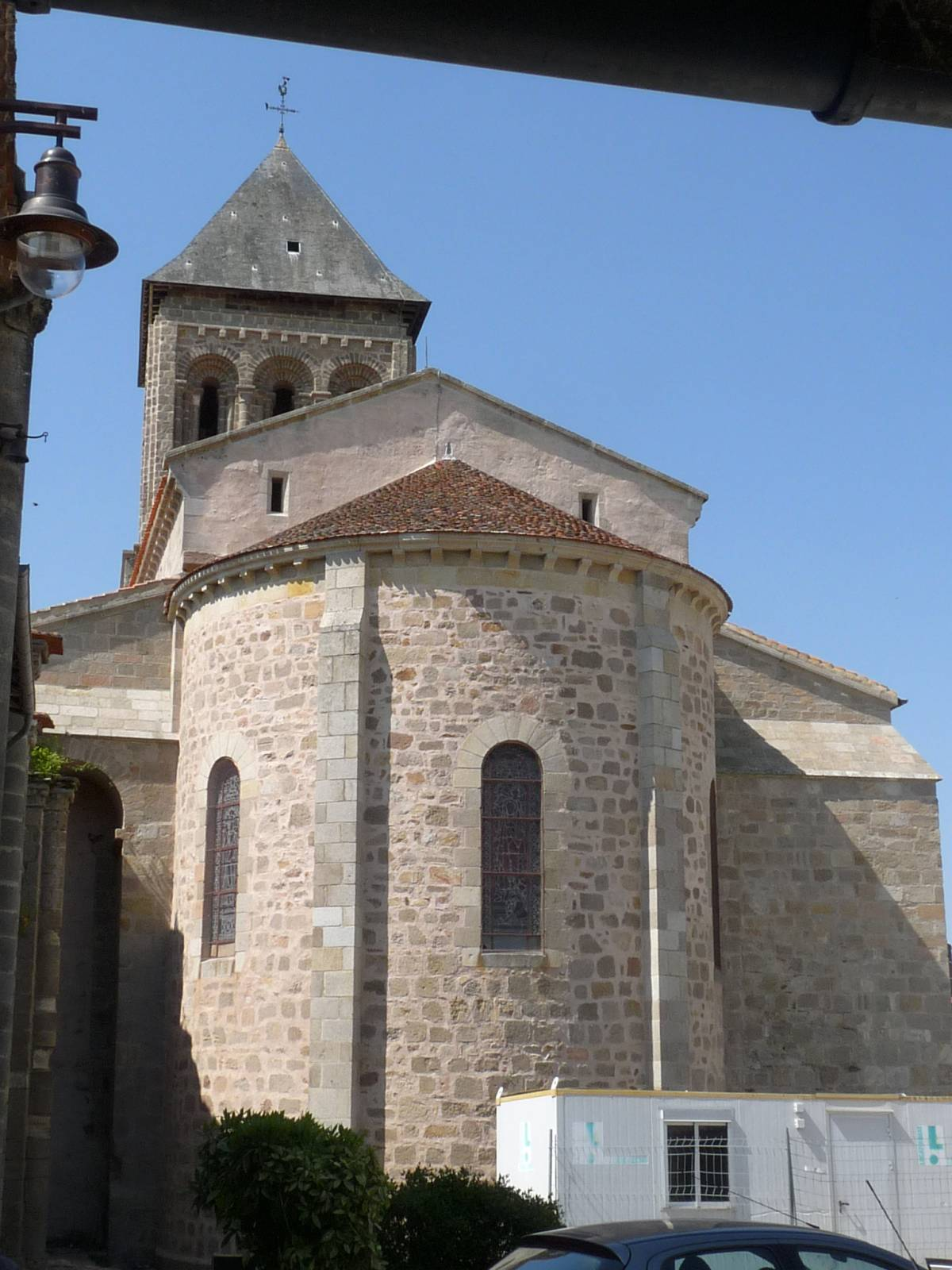
Chevet et clocher.
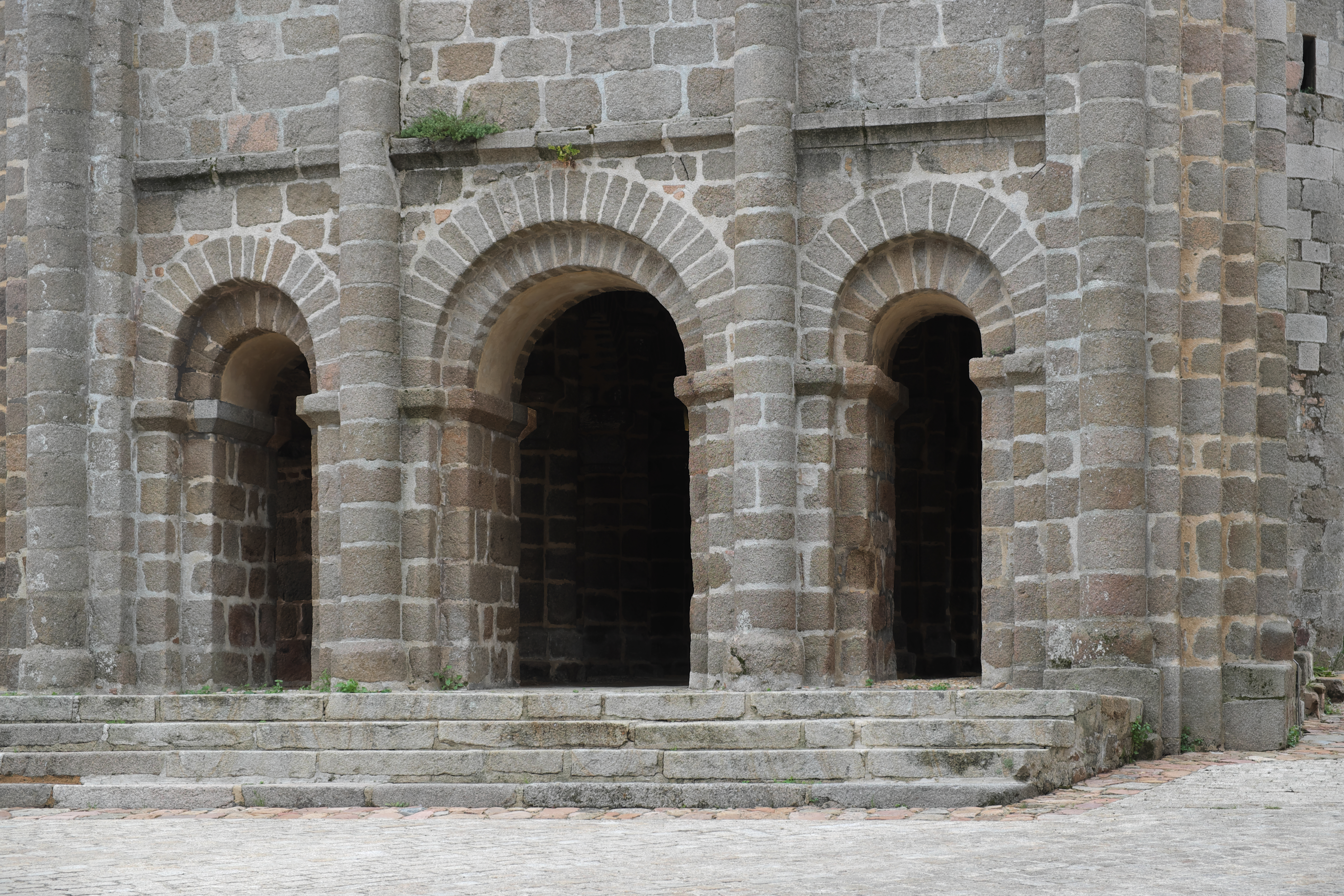
Porche avec trois travées voûtées en berceau.
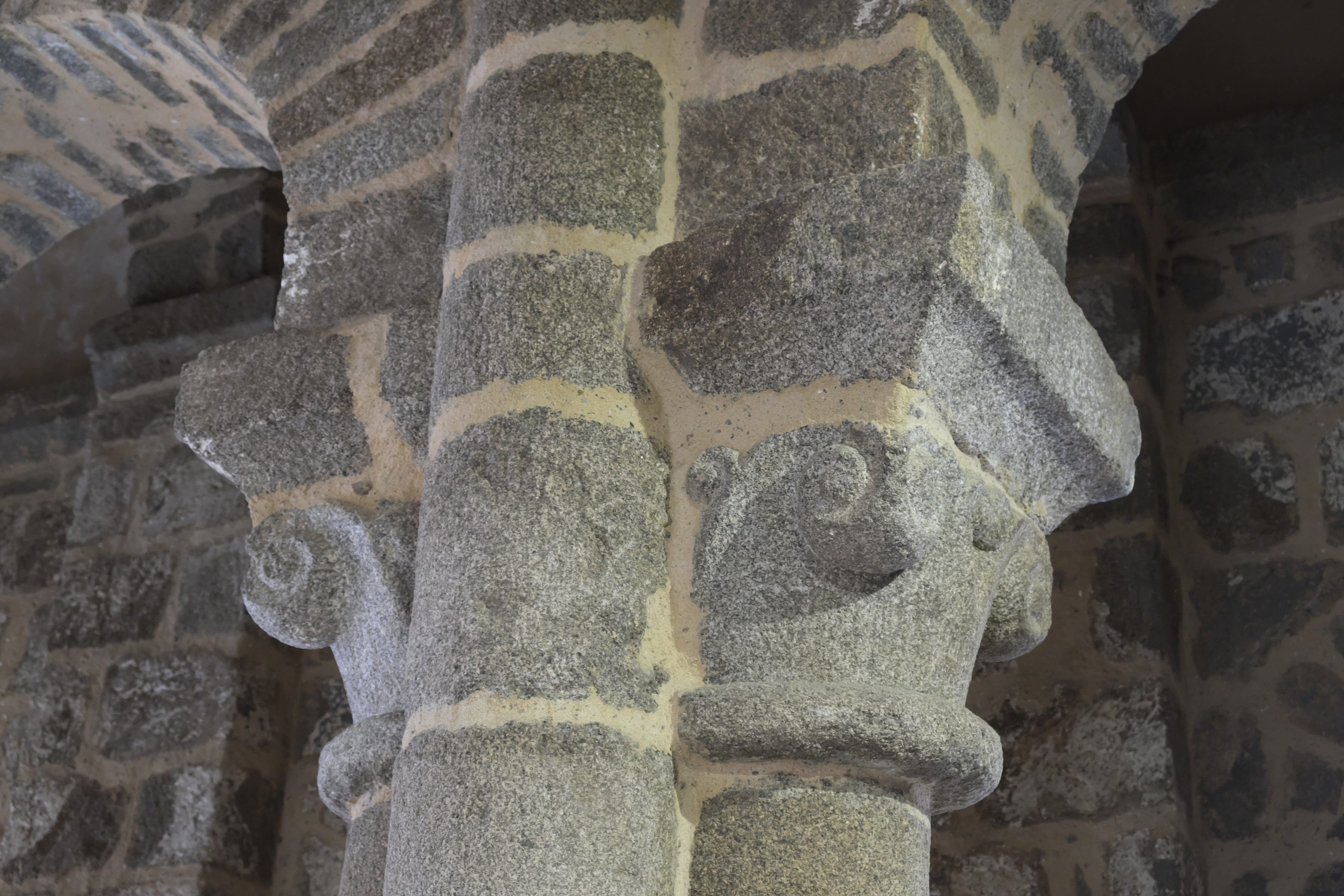
Chapiteaux.
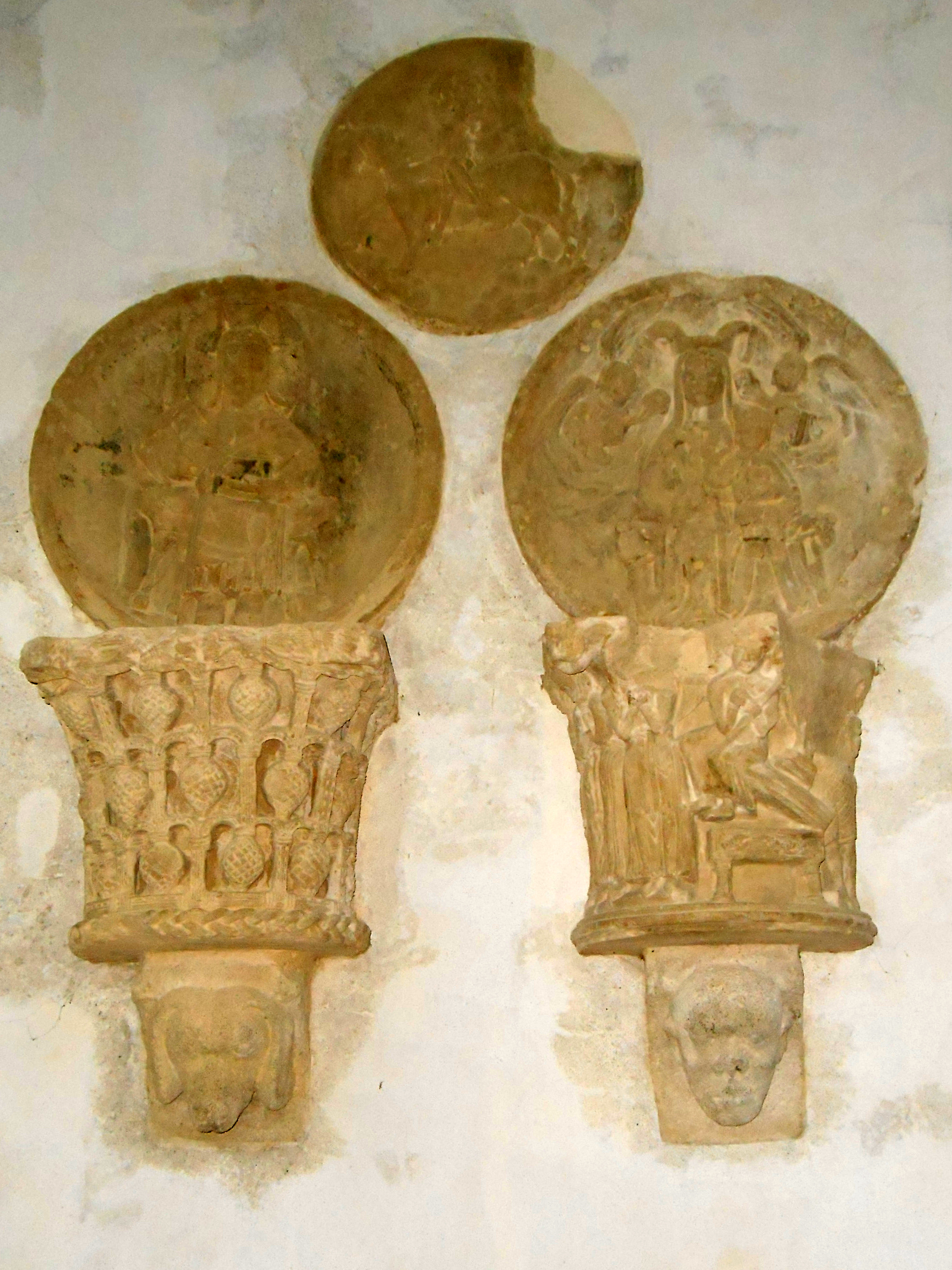
Anciens chapiteaux.
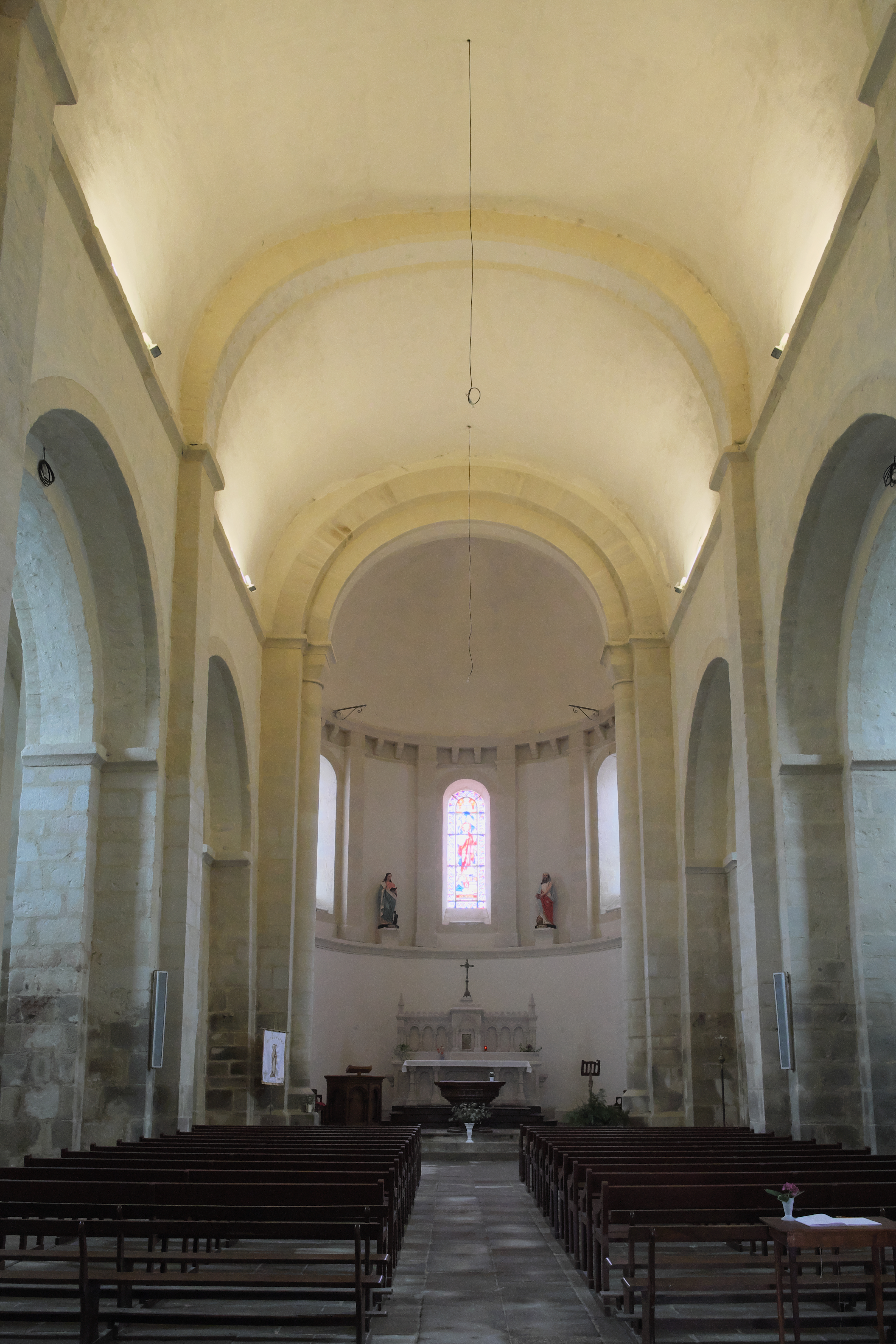
Nef centrale.
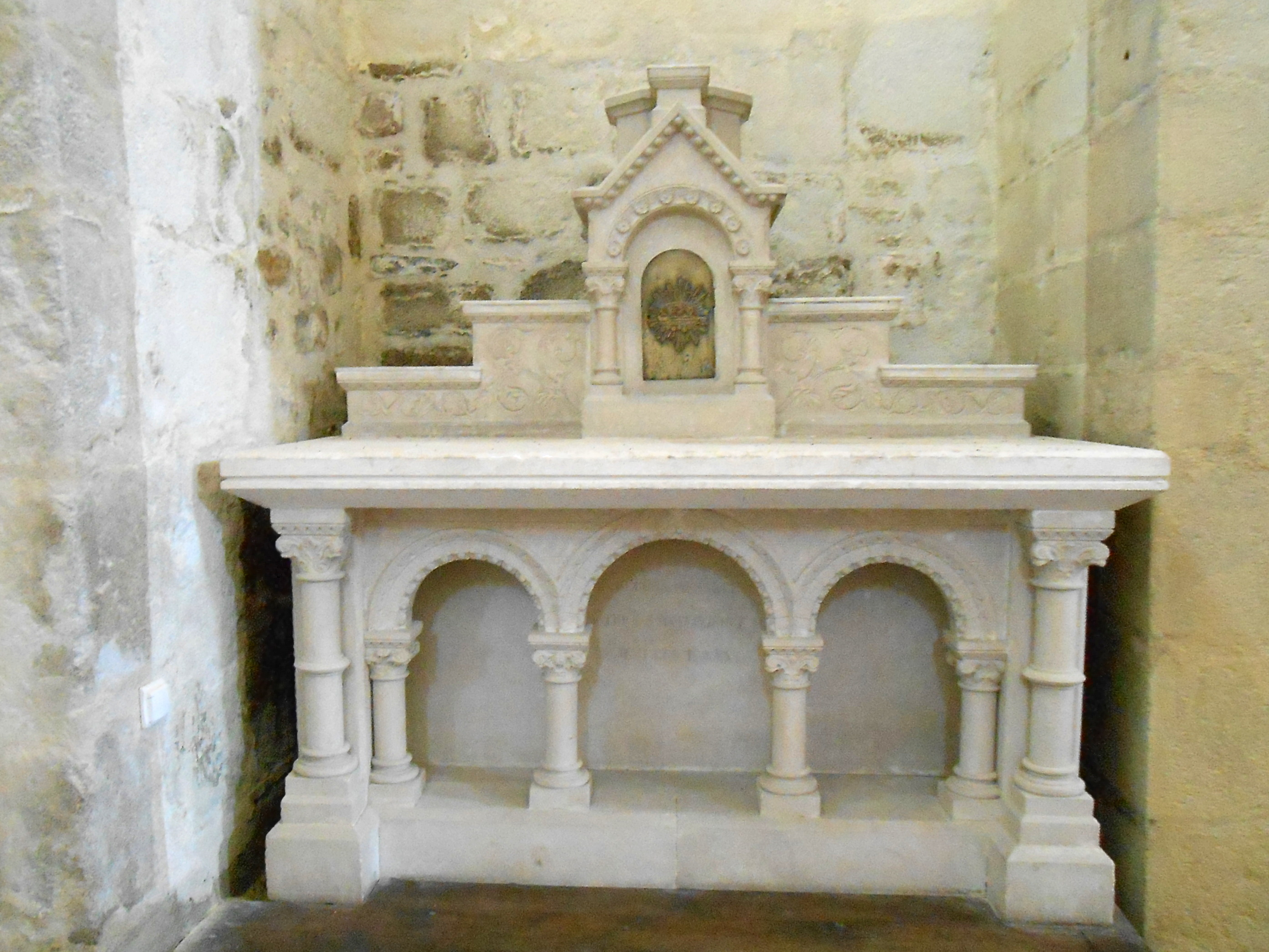
Un autel